# اولنگ (سلطانیه)
اولنگ، روستایی از توابع بخش مرکزی شهرستان سلطانیه در استان زنجان ایران است.

## جمعیت
این روستا در دهستان سلطانیه قرار دارد و براساس سرشماری مرکز آمار ایران در سال ۱۳۸۵، جمعیت آن ۱۲۳ نفر (۲۷خانوار) بوده‌است.